# Gare de l'avenue de Clichy
Gare de l'avenue de Clichy je zrušená železniční stanice v Paříži v 17. obvodu. Nádraží bylo v provozu do roku 1934.

## Lokace
Nádraží se nacházelo v 17. obvodu na adrese 190 avenue de Clichy. Bylo součástí zrušené tratě Petite Ceinture a leželo mezi stanicemi Avenue de Saint-Ouen a Courcelles–Levallois.

## Historie
Nádraží bylo tak jako celá linka Petite Ceinture uzavřeno pro osobní přepravu 23. července 1934.
Nádraží bylo zbořeno a místo něho byla postavena stanice Porte de Clichy pro příměstskou železnici RER C.